# Love, Hate and Then There's You
Albums de The Von Bondies
Pawn Shoppe Heart
(2004)
Singles
1. Pale Bride
Sortie : 2009

Love, Hate and Then There's You est le troisième album du groupe américain de garage rock The Von Bondies, publié le 3 février 2009, par Majordomo Records.

## Liste des chansons
Toutes les chansons sont écrites et composées par Jason Stollsteimer sauf si annotation.
| No  | Titre                     | Auteur             | Durée |
| --- | ------------------------- | ------------------ | ----- |
| 1.  | This Is Our Perfect Crime |                    | 2:57  |
| 2.  | Shut Your Mouth           |                    | 2:22  |
| 3.  | Pale Bride                |                    | 2:55  |
| 4.  | Only to Haunt You         |                    | 3:13  |
| 5.  | 21st Birthday             |                    | 3:18  |
| 6.  | She's Dead to Me          |                    | 1:24  |
| 7.  | Chancer                   |                    | 3:35  |
| 8.  | Blame Game                | Blum, Stollsteimer | 2:53  |
| 9.  | I Don't Wanna             |                    | 2:36  |
| 10. | Accidents Will Happen     |                    | 2:45  |
| 11. | Earthquake                | Blum, Stollsteimer | 3:04  |
| 12. | Modern Saints             |                    | 4:31  |